# Cuptoare (gmina Cornea)
Cuptoare – wieś w Rumunii, w okręgu Caraș-Severin, w gminie Cornea. W 2011 roku liczyła 629 mieszkańców. 